# Galle (Sri Lanka)
Pour les articles homonymes, voir Galle.
Galle (en singhalais : ගාල්ල, en tamoul : காலி ; en API /gaːlːə/) est une ville située sur la pointe sud-ouest du Sri Lanka, à 119 km de Colombo. Elle est connue pour sa ville fortifiée (Galle Fort) classée au patrimoine mondial. 
Galle est le chef-lieu du district de Galle, dans la province du Sud.

## Étymologie
Galle était connu comme Gimhathitha dans l'antiquité (bien que Ibn Battûta au XIVe siècle fît référence à la ville sous le nom de Qali). Le mot dérive probablement du terme cinghalais signifiant « port près du fleuve Gin ». On pense que la ville doit son nom, Gaalla au grand nombre de chars à bœufs abrités dans la région, après les longs voyages lents des régions éloignées de l'île puisque en cinghalais Gaala signifie l'endroit où les bovins sont rassemblés. 

## Histoire

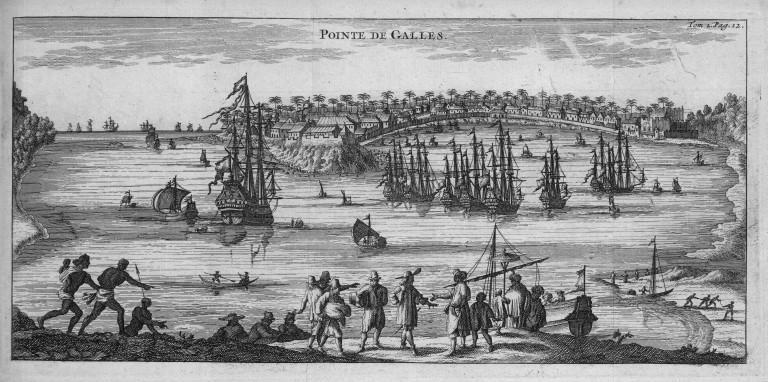
Le port de Galle en 1754. C'est l'un des plus importants ports de Ceylan pour la Compagnie des Indes néerlandaises et son trafic est alors considérable.

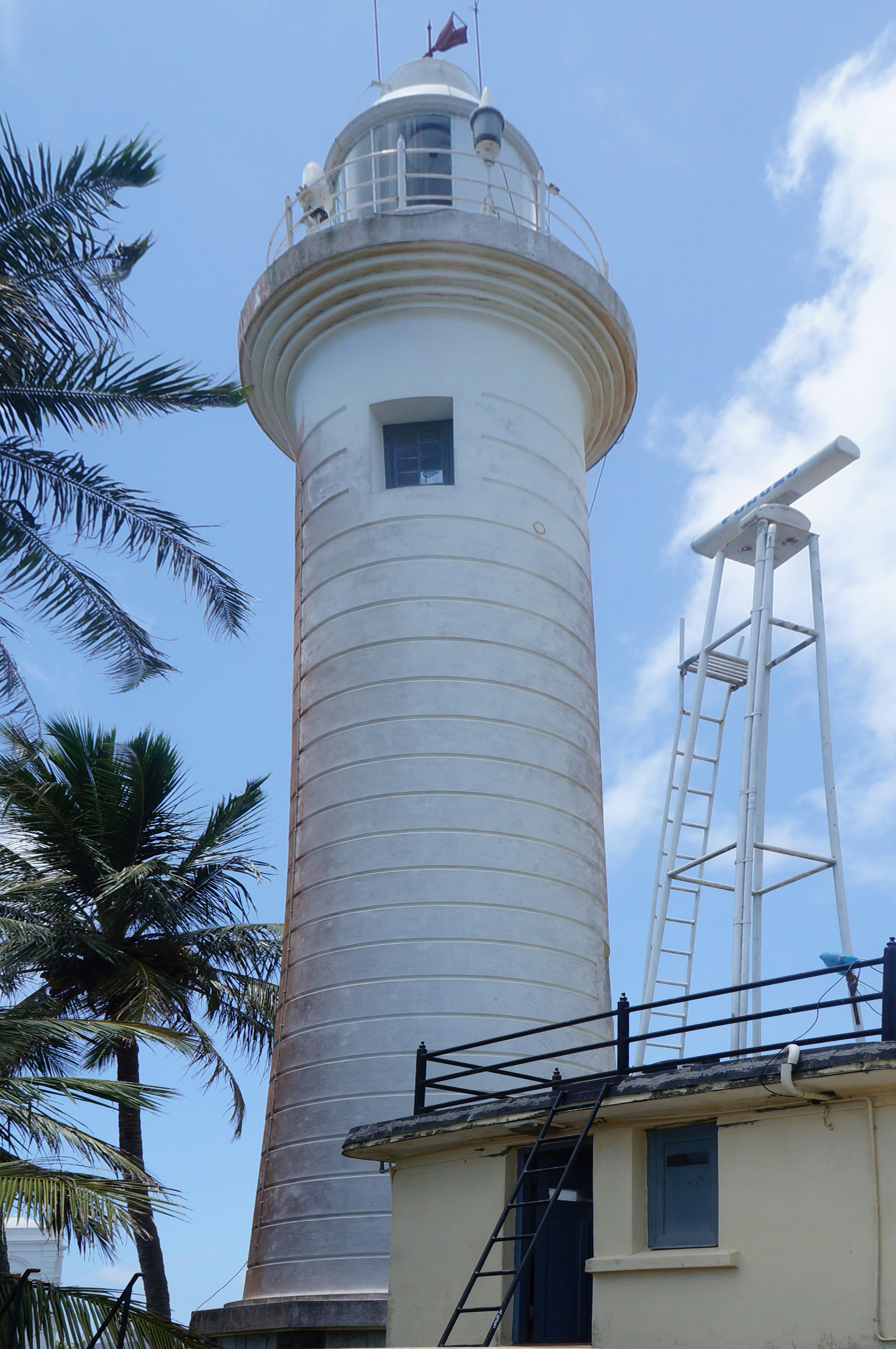
Le.

À l'arrivée des Portugais au début du XVIe siècle, Galle devient le port principal de l'île. Elle atteint le sommet de son développement au XVIIIe siècle, période à laquelle les Néerlandais y bâtissent des fortifications de granite et trois bastions (vers 1663). Ils restructurent également la ville avec ses rues à angles droits et en font leur principal centre d'acheminement via un réseau de canaux qu'ils font creuser et d'exportation de la cannelle, au sein de la puissante Compagnie néerlandaise des Indes orientales. Avec l'arrivée et la domination des Anglais, elle est supplantée par Colombo dont la nouvelle puissance coloniale développe le port.

### Le tsunami à Galle
Le 26 décembre 2004, la ville est en partie dévastée par le tsunami causé par le tremblement de terre sous-marin de l'océan Indien, quelque part au nord des côtes indonésiennes, à 1 500 km de Galle. Dans la seule ville de Galle plusieurs milliers de personnes trouvent la mort.

## Monuments

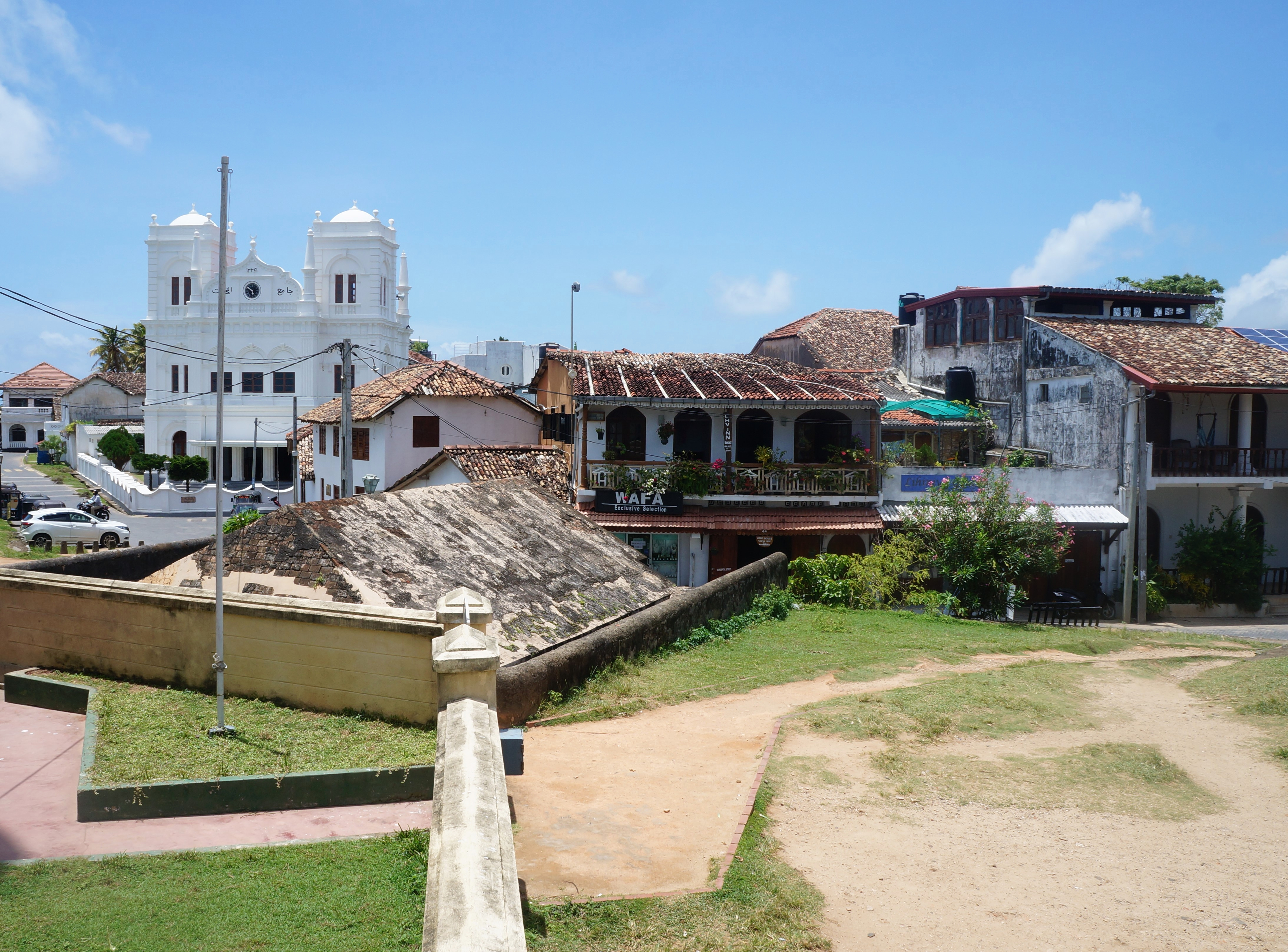
La mosquée Meera (dans Galle Fort).
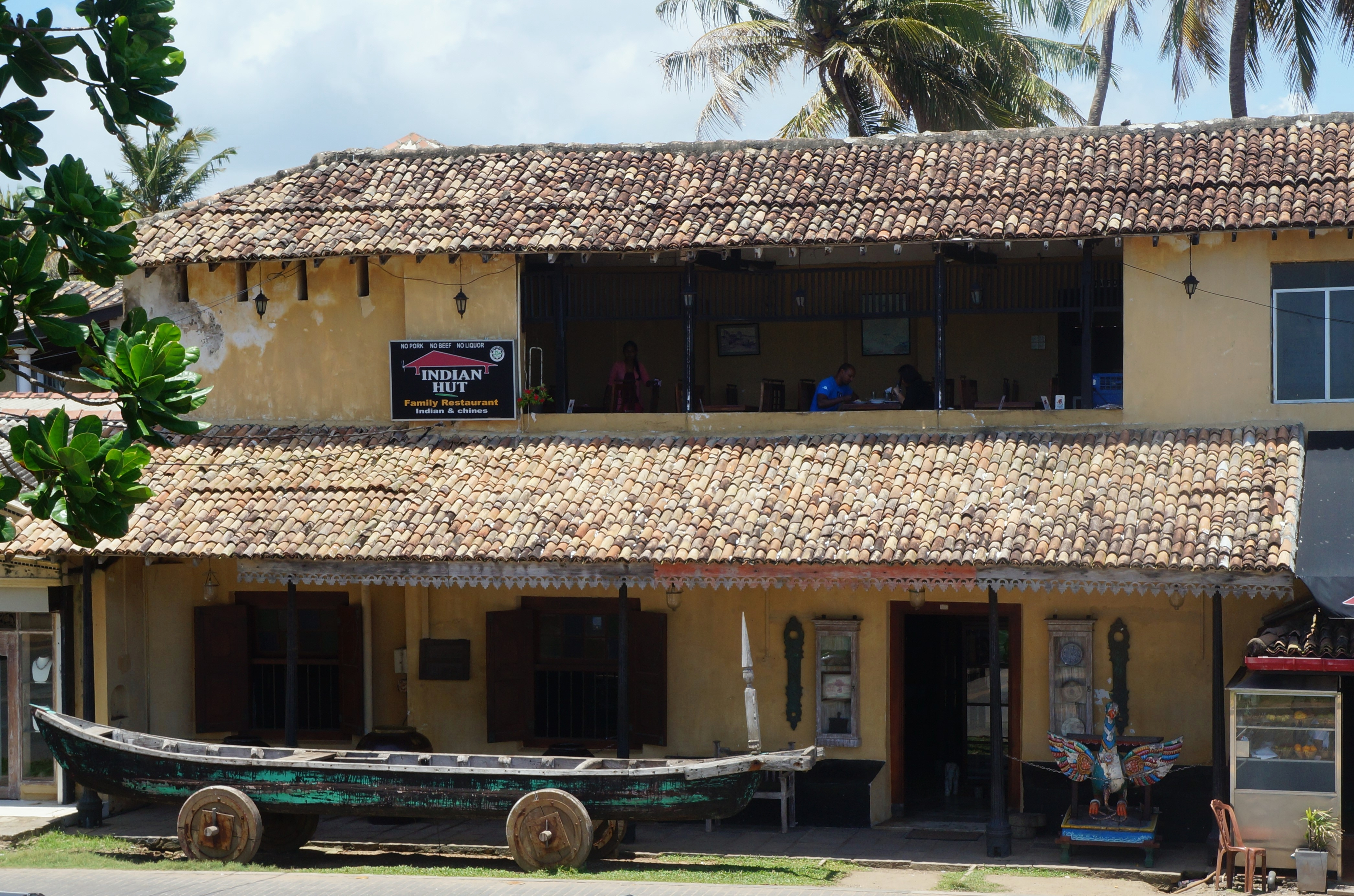
Les remparts de Galle Fort, vieux fort hollandais.
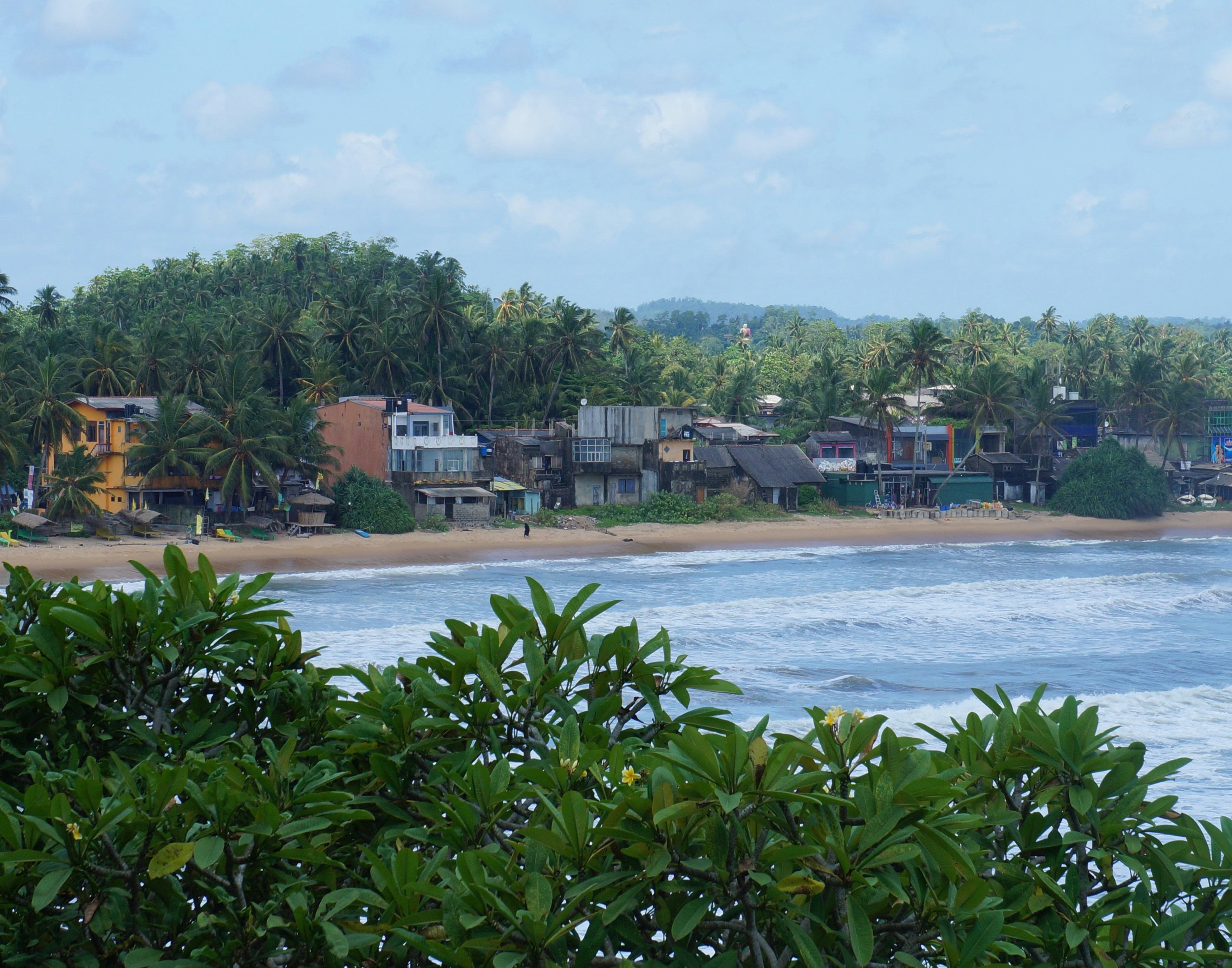
Galle vu des terrasses de Closenberg Hotel.

### Galle Fort
Galle Fort est un superbe exemple de ville fortifiée construite par les Européens dans le sud et le sud-est de l'Asie, illustrant bien les interactions entre les styles architecturaux européens et les traditions sud-asiatiques. À l'intérieur du fort, les ruelles de la vieille ville abritent quelques anciennes demeures coloniales néerlandaises et britanniques.
Parmi d'autres monuments remarquables, on peut citer la cathédrale Sainte-Marie (en) construite à la fin du XIXe siècle par le premier évêque de Galle, Joseph Van Reeth et ses confrères jésuites.
Galle Fort est classé au patrimoine mondial. 

## Géographie
Galle est la ville principale du sud de l'île, comptant une population d'environ 100 000 habitants. 
Elle est connectée par le rail à la capitale, Colombo, ainsi qu'à Matara.